# 格罗兰县
格罗兰县，一译格拉兰县、格兰县、经伦县，是柬埔寨暹粒省下辖的一个县。
据1998年人口普查，此县共有56,915人。